# Glas 1700
La 1700 era un'autovettura di fascia medio-alta prodotta dalla Casa automobilistica tedesca Hans Glas GmbH dal 1964 al 1967.

## Storia e profilo
Con la fine degli anni cinquanta e l'inizio degli anni sessanta, l'interesse della Casa di Dingolfing si spostò rapidamente dalle vetture di fascia bassa a quelle di fascia alta e medio-alta. Fu così che, subito dopo aver lanciato la sportiva 1300 GT all'inizio del 1963, si dedicò allo sviluppo di una vettura di classe medio-alta in grado di rivaleggiare con l'allora nuova BMW 1500, in listino da poco tempo.

Il prototipo della vettura fu svelato nel settembre dello stesso anno al Salone di Francoforte: si trattava di una vettura di dimensioni generose, che oramai non aveva nulla a che vedere con le piccole ed essenziali Goggomobil di solo otto anni prima, ma puntava chiaramente ad un mercato più alto. La linea della carrozzeria era opera di Frua, in schietto stile primi anni '60. Il prototipo montava un propulsore da 1.5 litri, nato dalla rivisitazione dell'unità da 1.3 litri montato sulla GT. Tale propulsore erogava 70 CV, rivelandosi quindi molto più tranquillo rispetto a quello da cui derivava.

Per questo motivo, per la produzione in serie si scelse di montare un nuovo motore da 1.7 litri, più brioso e più ricco di coppia.

Curiosamente, la BMW 1500, principale rivale della nuova vettura subì un destino analogo, poiché venne pensionata in favore della BMW 1800, il cui motore nacque da una rialesatura del precedente 1.5 litri. L'unica differenza stava nel fatto che la BMW 1500 fu prodotta anche in serie, mentre la Glas, osservando proprio le caratteristiche della berlina di Monaco, decise subito di puntare direttamente su un propulsore più grande.

La nuova berlina di Dingolfing fu presentata in via definitiva nella seconda metà dell'anno successivo, con il semplice nome di 1700: la vettura, questa volta dotata quindi di un 4 cilindri da 1682 cm³, arrivava ad erogare una potenza massima di 80 CV, sufficienti per spingerla ad una velocità massima compresa tra i 150 ed i 155 km/h. 

Un anno dopo il lancio, nel settembre 1965, fu presentata la 1700 TS, che montava una versione più spinta del motore di base, e che arriva a 100 CV di potenza massima, garantendo così un allungo di 170 km/h. I valori di accelerazione da fermo a 100 km/h erano di 16" per la versione base e di 13"5 per la TS.

Nel 1967 la Glas fu rilevata proprio da quella BMW che per molti versi fu fonte di ispirazione per la Glas stessa. In seguito a tale evento, però, la maggior parte della produzione della Casa di Dingolfing ebbe termine. La 1700 non fece eccezione e venne tolta dai listini nel dicembre dello stesso anno, poiché concorrente di una vettura BMW già esistente, ossia proprio la 1800.

## Le BMW 1804 e 2004
Ma se in Europa la carriera della 1700 poté ritenersi conclusa, non fu così in Sudafrica, dove il corpo vettura della 1700 fu ripreso e dotato dei motori delle BMW 1800 e 2000, e commercializzata rispettivamente con i nomi di BMW 1804 e 2004, riprendendo la numerazione con il 4 finale, già proposta a suo tempo dalla Glas stessa per i modelli della Serie 04.